# Frans Stoltzenberg

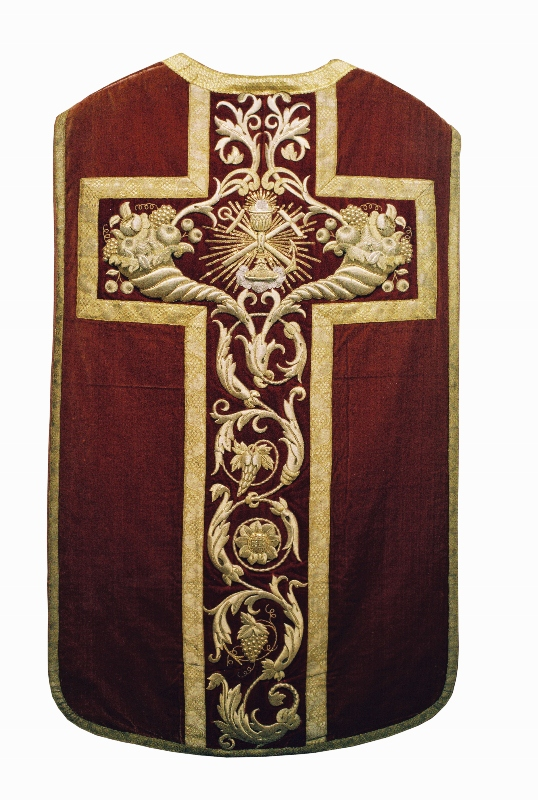
Kazuifel van F. Stoltzenberg uit 1847. Sint-Jacobus de Meerderekerk te Den Dungen.

François Charles Stoltzenberg (Roermond, 27 juli 1805 - aldaar, 21 januari 1875) was een Nederlands ondernemer en textielfabrikant. 

## Leven en werk
François of Frans Stoltzenberg was een zoon van Henricus Josephus Stoltzenberg (1772–1823) en Gertrude op de Graef. Vader H.J. Stoltzenberg was afkomstig uit het Duitse Wickrath, hij had zich in 1794 als textielkoopman in Roermond gevestigd. François werkte een aantal jaren bij de Venlose textielhandel Wed. C. Receveur, maar nam na het overlijden van zijn vader diens nering over. In 1837 trouwde hij met Lucia Hendrica Hubertina (Jet) Receveur (1816-1852), dochter van zijn oud-werkgever. Na een rondreis door België, vestigden zij zich definitief in Roermond. Zij richtten daar in 1838 aan de Markt het bedrijf F. Stoltzenberg op, dat handelde in goudborduurwerk en kerktextiel. Het had eigen borduur- en naaiateliers, een kunstschildersatelier en een ornamentenatelier, waar onder meer ornamenten, lijsten en meubels werden vervaardigd. In 1852 wordt het bedrijf aangeduid als 'fabriek van goudborduurwerken, van kerkstoffen en ornamenten'. Het bedrijf nam deel aan diverse tentoonstellingen, waaronder in 1855 de Exposition Universelle, de wereldtentoonstelling in Parijs.
Dankzij geld uit de nalatenschap van zijn vrouw, kon Stoltzenberg in 1852 met architect Pierre Cuypers en beeldhouwer Edouard François Georges een tweede bedrijf oprichten, het Atelier Georges/Cuypers/Stoltzenberg, een atelier voor christelijke beeldhouwkunst. Het atelier was verantwoordelijk voor de aankleding van meerdere katholieke kerken. Na het vertrek van Georges in 1854 ging het verder als Atelier Cuypers-Stoltzenberg (vanaf 1893: Cuypers & Co.). Stoltzenberg werd in de zaak opgevolgd door zijn zoon Frans Stoltzenberg jr. (1838-1909). 
Frans Stoltzenberg, zijn vrouw en diverse familieleden, zijn bijgezet in de grafkelder onder de door Cuypers gebouwde grafkapel van de familie Stoltzenberg op de begraafplaats nabij de Kapel in 't Zand. In 2019 werd besloten drie nieuwe viaducten over de gereconstrueerde N 280 te vernoemen naar Stoltzenberg, Pierre Cuypers en Maria Sloot (Melati van Java).